# Mercedes Tunubalá
Mercedes Tunubalá Velasco, más conocida como Mamá Mercedes o Mercedes Tunubalá, (Silvia (Cauca), 17 de noviembre de 1974 - ) es una economista especializada en Proyectos de Inversión quien el 27 de octubre de 2019 se convirtió en la segunda mujer indígena del país en ser elegida alcaldesa por la alcaldía de Silvia Cauca. Comparte con la indígena U'wa Aura Benilda Tegría Cristancho el honor de ser de las primeras mujeres indígenas alcaldesas elegidas popularmente en Colombia. Después de Flor Ilva Trochez alcaldesa de Jambaló, Cauca (2016-2019).

## Biografía
Mamá Mercedes nació en la Vereda Campana del municipio de Silvia (oriente del Cauca) dentro del pueblo Misak (o Guambiano) de la unión conformada por Mamá Julia y Taita Manuel.

## Estudios
Estudió Economía en la Universidad del Valle y se especializó en Proyectos de Inversión en la Seccional Cali de la Universidad Libre (Colombia).

## Primera alcaldesa Misak
Mercedes Tunubalá fue elegida alcaldesa de Silvia, Cauca por el Movimiento Autoridades Indígenas de Colombia, Aico, el 27 de octubre de 2019. Su campaña se denominó "Mujer hilando gobierno para la vida". Antes, fue en múltiples ocasiones alcaldesa encargada.